# Wartburg 311

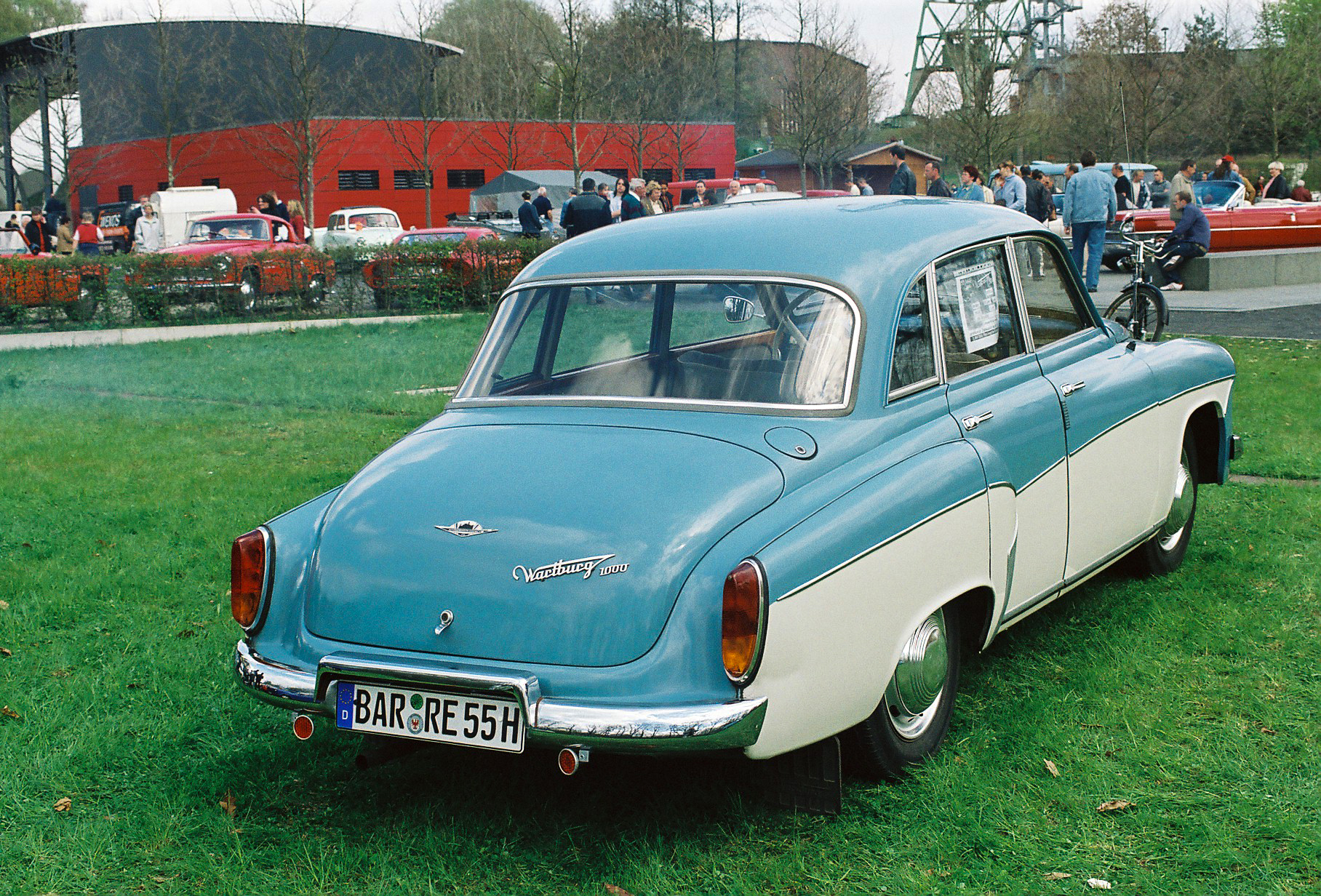

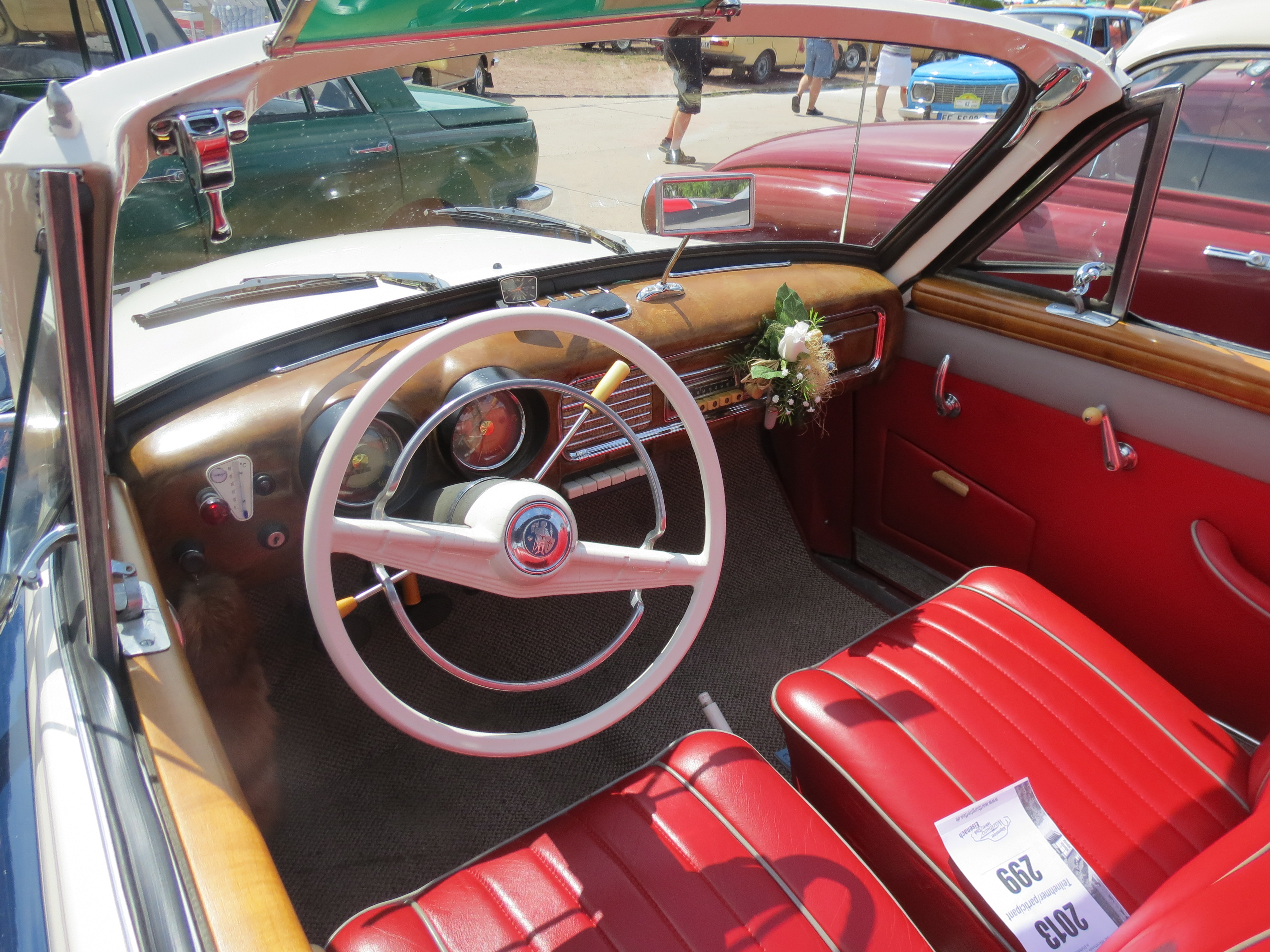

Wartburg 311 — легковий автомобіль Айзенахського автомобільного заводу з трициліндровим двотактним двигуном, який випускався з 1955 по 1965 рік. Після збільшення об'єму двигуна в 1962 році було додано позначення Wartburg 1000. З незначними зовнішніми змінами автомобіль продовжував випускатися до 1967 року в подальшій версії під назвою Wartburg 312. Wartburg 313 та Wartburg 312-300 були розроблені як спортивні варіанти. Завдяки своєму кузову, який сприймався як гарно оформлений, практичному дизайну та різноманітності варіантів, Wartburg 311 здобув більше міжнародного визнання, ніж будь-який інший легковий автомобіль з НДР. Він також добре продавався в несоціалістичному економічному просторі і тому мав велику цінність для закупівлі іноземної валюти НДР. Недоліком було застаріле, ресурсомістке шасі, яке було замінено новою розробкою лише в наступній моделі 312. Загалом було випущено 247 368 автомобілів Wartburg 311.

## Двигуни
- 0.9L (901 см3) двотактний I3 (1956–1962)
- 1.0L (992 см3) двотактний I3 (1962–1967)

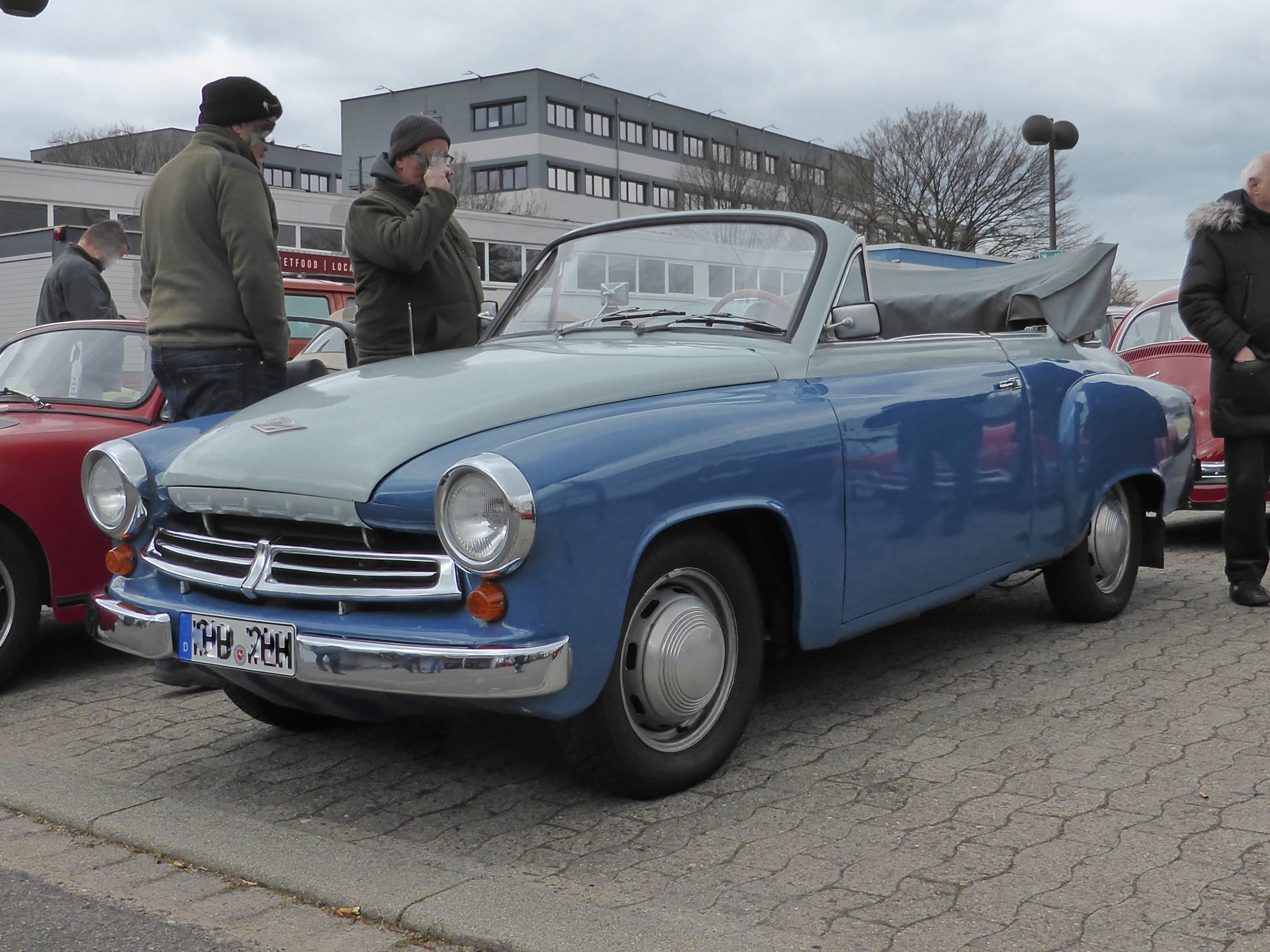
кабріолет
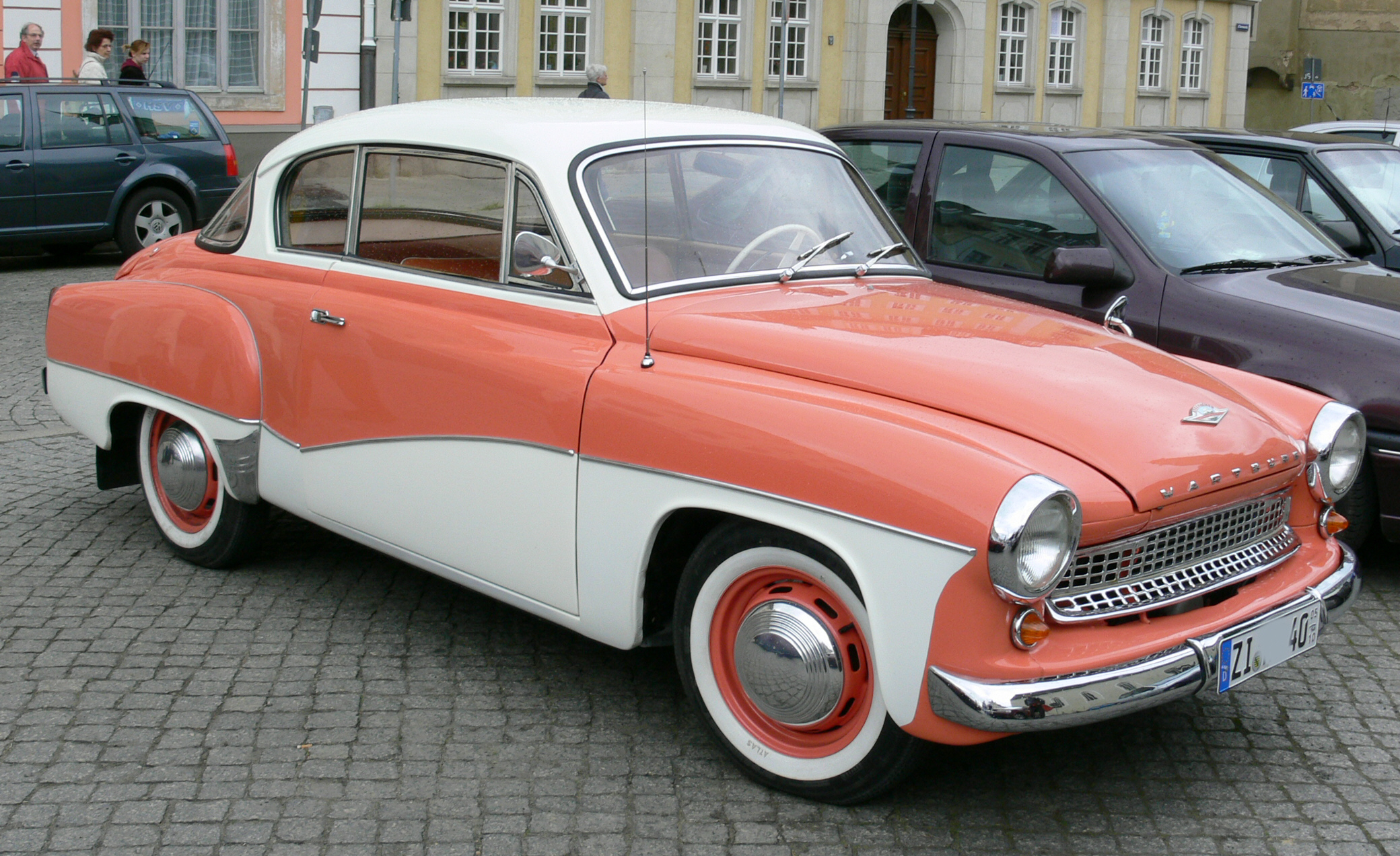
купе
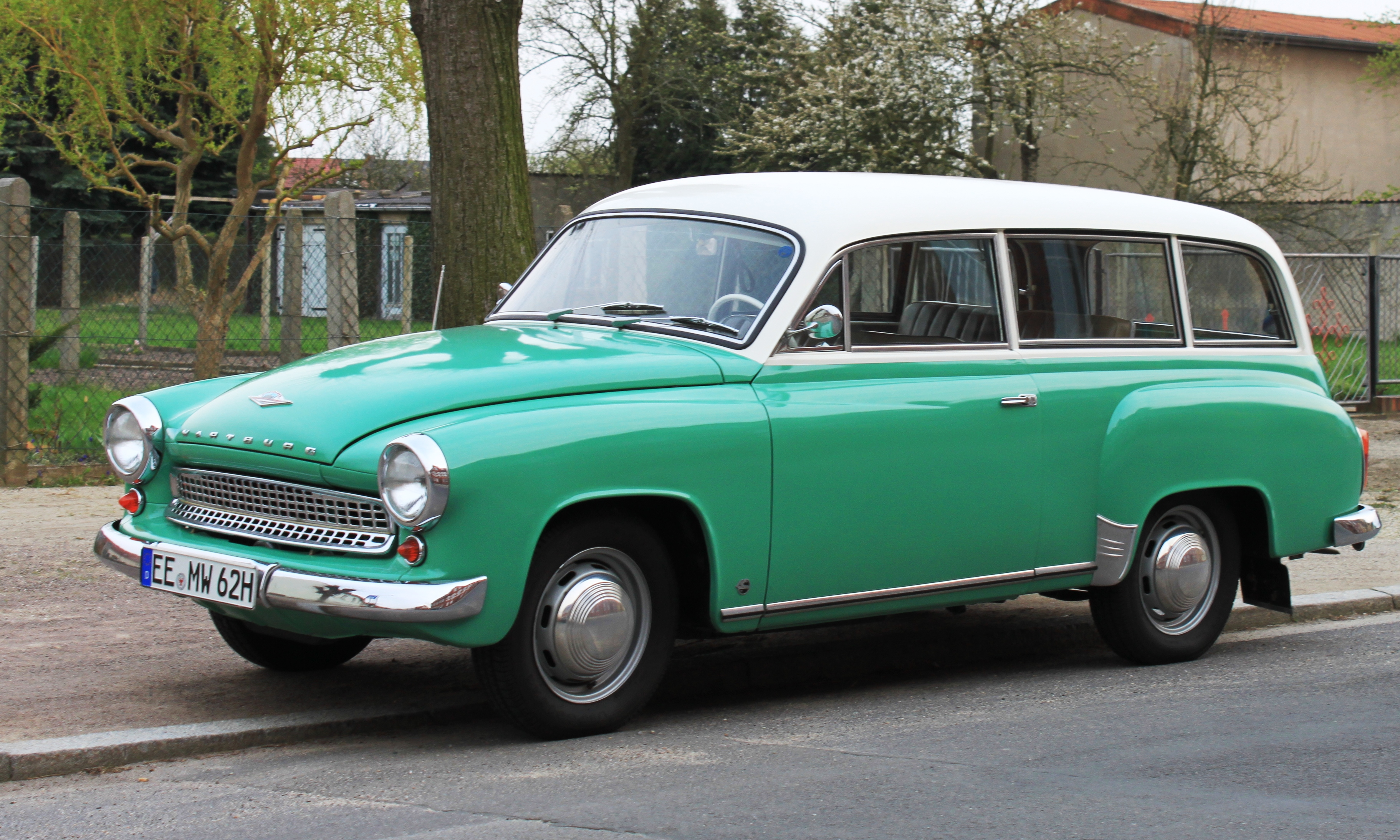
універсал
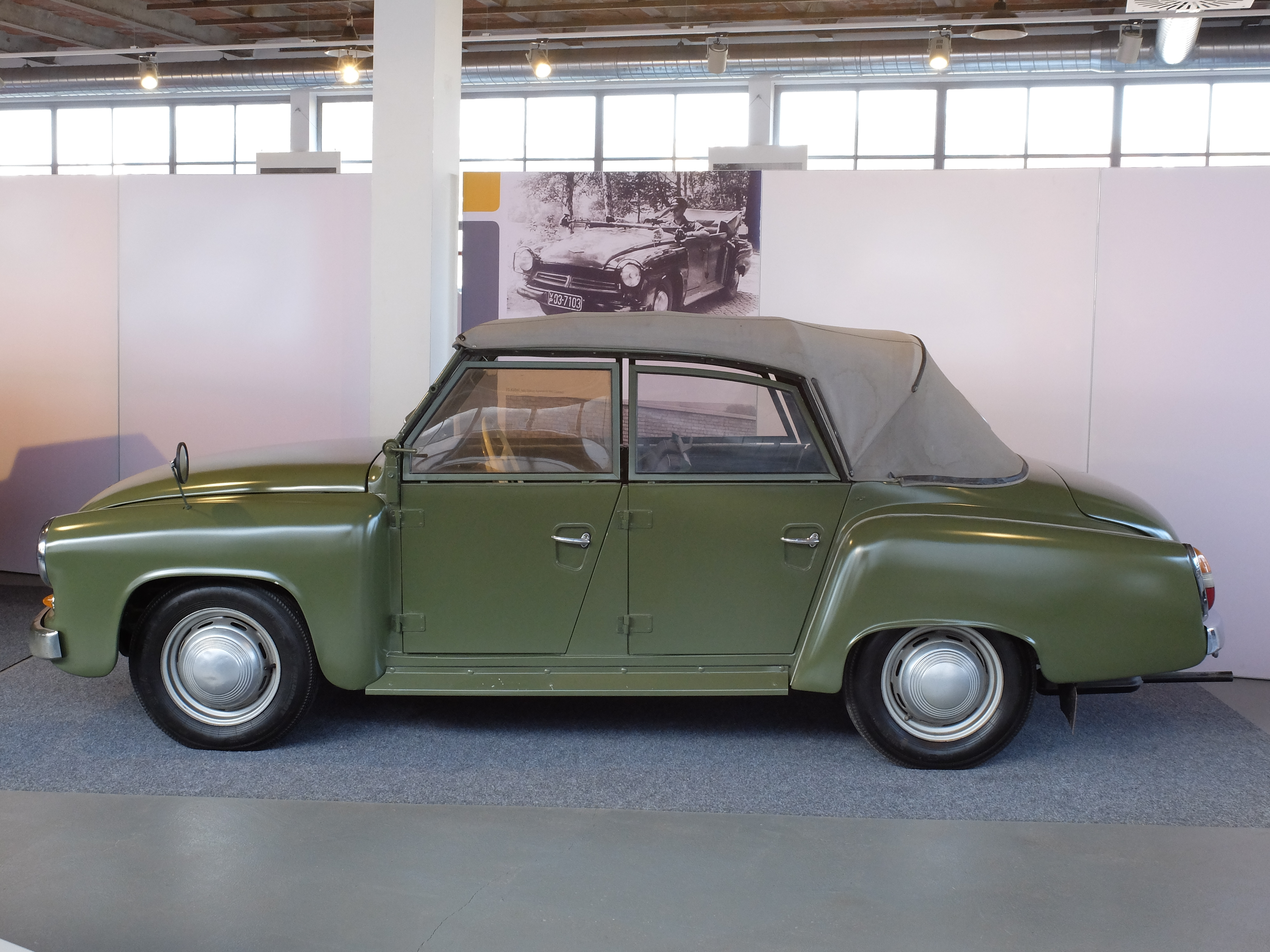
Kübelwagen